# 安川定男
安川 定男（やすかわ さだお、1919年6月17日 - 2007年1月14日）は、日本の国文学者。中央大学名誉教授。文芸誌『同時代』同人。

## 来歴・人物
福岡県北九州市生まれ。1942年9月、東京帝国大学文学部国文学科卒業、海軍予備学生（兵科2期）となる。1944年、草間加壽子（ピアニスト、安川加壽子）と結婚。戦後、東京都立第九中学・北園高校教諭を経て、1951年中央大学文学部創設と共に助教授、ついで教授として、平安文学、日本近代文学を教えた。雑誌『同時代』同人として文筆活動に携わる。1990年定年退任。有島武郎が専門。阿川弘之とは東大および海軍で同期である。

## 家族・親族
祖父は安川財閥創立者の安川敬一郎。父は安川電機創立者の安川第五郎。母・松子は杉村陽太郎の妻・花子の妹。妻はピアニストの安川加壽子。外交官の安川荘と安川電機第4代社長の安川敬二はともに兄、医師で幾島家の養子となった幾島明は弟。地球物理学者の坪井忠二は幾島明の義父。

## 著作

### 単著
- 『有島武郎論』（明治書院） 1967
- 『作家の中の音楽』（桜楓社） 1976
- 『有島武郎 悲劇の知識人』（新典社、日本の作家） 1983
- 『楽の音に魅せられた魂 高村光太郎・宮澤賢治など』（おうふう） 2004

### 共編著
- 『近代文学』（吉田精一、村松定孝共編、東出版） 1966
- 『日本人の言葉』（数江教一、生松敬三共編、弥生書房、人生の知恵 別巻） 1972
- 『有島武郎 作品論』（上杉省和共編、双文社出版） 1981
- 『昭和の長編小説』（至文堂） 1992

### 翻訳
- 『フランス・ピアノ音楽』全3巻（アルフレッド・コルトー、安川加寿子共訳、かんらん社） 1952
- 『第十のミューズ 批評の芸術』（ハーバート・リード、宇佐見英治共訳、みすず書房） 1959

### その他
- 『近代日本文学の諸相』（安川定男先生古稀記念論文集編集委員会、明治書院） 1990
- 『高田博厚著作集 第4巻 人間の風景』（高田博厚、朝日新聞社） 1985　ISBN 9784022553447